# Tabanus titoi
Tabanus titoi är en tvåvingeart som beskrevs av Travassos Dias 1962. Tabanus titoi ingår i släktet Tabanus och familjen bromsar. Inga underarter finns listade i Catalogue of Life.